# Церковь Святого Саркиса (Гянджа)
Церковь Святого Саркиса (арм. Սուրբ Սարգիս եկեղեցի) — армянская церковь в бывшем районе Норашен города Гянджи (Азербайджан). В настоящее время функционирует как филиал библиотеки № 13-14.

## История
Согласно армянским источникам, церковь датируется XVI—XVIII веками. Простая в архитектурном плане церковь Святого Саркиса располагалась на территории армянского кладбища на окраине квартала Норашен и долгое время была местом паломничества местных армян. По этому поводу имеется свидетельство, относящееся к 1881 году. Уже в 1890 году церковь находилась в аварийном состоянии.
Известно, что в 1904 году настоятелем храма стал иерей Анания Ширакуни. Во время армяно-татарской резни 1905—1906 годов эта церковь подверглась разорению, а стены были частично разбиты. После этих событий житель Гянджи Никогайос Гукасянц при помощи оставшихся армян отреставрировал храм, а 4 июня 1917 года состоялось его переосвящение.
Ежегодно перед окончанием великого поста городские армянки приносили в церковь для освящения толокно из пшеницы и зажигали свечи. В советское время церковь Святого Саркиса была переделана под «Палату дружбы народов».